# اسدآباد (خواف)
اسدآباد، روستایی است از توابع بخش جلگه زوزن و در شهرستان خواف استان خراسان رضوی ایران.
خلاصه ای از وضعیت روستای اسدآباد خواف :
این روستا در دهستان زوزن قرار داشته و بر اساس سرشماری سال 1395 جمعیت آن (۲۰۲خانوار) نزدیک به 1000نفر
بوده است.
این روستا به شکل خطی در امتداد جاده به وجود آمده است .همه ی جمعیت آن شیعه هستند .
این روستا دارای آب و هوای گرم و خشک است . به دلیل اینکه این روستا در منطقه کویری قرار دارد و مستعد طوفان های گرد و غبار است دولت به منظور اینکه روستا قابل سکونت باشد تعداد بسیار زیادی از درختان طاق را در شمال شرق روستا پرورش داده تا از گرد و غبار و آسیب به روستا جلوگیری کند .
در سالیان اخیر این بخش از روستا به یک جاذبه طبیعی تبدیل شده و در میان مردم روستا به نام جنگل معروف است 
طاق ها درختانی با مقاومت زیاد در برابر خشکی و گرما با سیستم ریشه ای که جهت جلوگیری ار گسترش کویر از آنها استفاده میشود .
یکی از بزرگترین مشکلاتی که در این منطقه وجود دارد کمبود آب شرب است .و آب لوله کشی ها آب شور است و گاهی هم همین آب شور دچار قطعی میشود .چندین سال است که آب شرب از طریق تانکر در اختیار مردم قرار میگیرد و اکثریت مردم از تصفیه کن های خانگی استفاده میکنند تا در هنگام قطعی آب از این منبع استفاده کنند .
به دلیل تغییرات اقلیمی بارندگی های با شدت زیاد در مدت زمان کم در این منطقه رخ میدهد . شرایط آب و هوایی این روستا به گونه ای است که میتوان در آن منطقه پسته کشت کرد و همچنین مردم زمین هایی را به کشت گندم و جو اختصاص داده اند و این محصول گندم و جو برای خوراک دام استفاده میکنند .
اقتصاد پایه این روستا به صورت ترکیبی است زیرا از یک سو عمده افراد روستا مشغول به کار در معدن سنگ آهن سنگان هستند و بخش دیگر به دامداری و زراعت مشغول هستند. بیشتر اقلام مورد نیاز روستا در دسته کالاهایی قرار میگیرد که روستا وارد میکند و محصولات دامی و کشاورزی به اطراف در سطح خرد صادر میشود .
در این روستا روابط خویشاوندی وجود دارد و همه همدیگر را میشناسند ازدواج ها به صورت فامیلی بوده و با هم رفت و آمد دارند . و حتی افرادی هم که از روستا به شهر های اطراف رفته اند در مواقع تعطیل به صورت خانه های دوم به روستا می آیند و به دلیل یک حس تعصب و وابستگی مردم تلاش میکند در حد امکان در روستا باقی بمانند .
کارشناس : ف.زنگنه اسدآبادی
1. ↑  درگاه ملی آمار